# Lucien Owona
Lucien Fridolin Owona-Ndong (ur. 9 sierpnia 1990 w Duali) – kameruński piłkarz występujący na pozycji obrońcy w UE Cornellà